# ATP Challenger Murcia
Das ATP Challenger Murcia (offiziell: ATP Challenger Costa Cálida Región de Murcia) ist ein Tennisturnier, das 2019 erstmals in Murcia, Spanien stattfindet. Es gehört zur ATP Challenger Tour und wird im Freien auf Sand gespielt.

## Liste der Sieger

### Einzel
| Jahr | Sieger                  | Finalgegner             | Ergebnis       |
| ---- | ----------------------- | ----------------------- | -------------- |
| 2025 | Carlos Taberner         | Jesper de Jong          | 7:63, 4:6, 6:2 |
| 2024 | Henrique Rocha          | Nikolos Bassilaschwili  | 3:6, 7:60, 7:5 |
| 2023 | Matteo Arnaldi          | Borna Gojo              | 6:4, 7:64      |
| 2022 | Tseng Chun-hsin         | Norbert Gombos          | 6:4, 6:1       |
| 2021 | Tallon Griekspoor       | Roberto Carballés Baena | 3:6, 7:5, 6:3  |
| 2020 | abgesagt                | abgesagt                | abgesagt       |
| 2019 | Roberto Carballés Baena | Mikael Ymer             | 2:6, 6:0, 6:2  |

### Doppel
| Jahr | Sieger                             | Finalgegner                                    | Ergebnis           |
| ---- | ---------------------------------- | ---------------------------------------------- | ------------------ |
| 2025 | Grégoire Jacq Orlando Luz          | Jesper de Jong Mats Hermans                    | 6:4, 6:4           |
| 2024 | Théo Arribagé Victor Vlad Cornea   | Arjun Kadhe Jeevan Nedunchezhiyan              | 7:5, 6:1           |
| 2023 | Daniel Rincón Abedallah Shelbayh   | Marco Bortolotti Sergio Martos Gornés          | 7:63, 6:4          |
| 2022 | Íñigo Cervantes Oriol Roca Batalla | Pedro Cachín Martín Cuevas                     | 6:74, 7:64, [10:7] |
| 2021 | Raul Brancaccio Flavio Cobolli     | Alberto Barroso Campos Roberto Carballés Baena | 6:3, 7:64          |
| 2020 | abgesagt                           | abgesagt                                       | abgesagt           |
| 2019 | Marcus Daniell David Marrero       | Rameez Junaid Andrej Wassileuski               | 6:4, 6:4           |